# Espacio marino del norte de Mallorca
Espacio marino del norte de Mallorca este o arie protejată (arie de protecție specială avifaunistică — SPA) din Spania întinsă pe o suprafață de 98.374,6 ha, integral marine.

## Localizare
Centrul sitului Espacio marino del norte de Mallorca este situat la coordonatele 39°52′23″N 3°19′03″E / 39.8731°N 3.3174°E.

## Înființare
Situl Espacio marino del norte de Mallorca a fost declarat arie de protecție specială avifaunistică în iulie 2014 pentru a proteja 13 specii de animale.

## Biodiversitate
Situată în ecoregiunile marină mediteraneană și mediteraneană, aria protejată nu include niciun habitat protejat.
La baza desemnării sitului se află mai multe specii protejate de  păsări (13): Calonectris diomedea, chirighiță neagră (Chlidonias niger), Hydrobates pelagicus, Larus audouinii, pescăruș negricios (Larus fuscus), pescăruș-cu-cap-negru (Larus melanocephalus), Larus michahellis, pescăruș râzător (Larus ridibundus), Mergus serrator, Phalacrocorax aristotelis desmarestii, Puffinus mauretanicus, chiră de baltă (Sterna hirundo), chiră de mare (Thalasseus sandvicensis).